# Marc Larimer
Marc Larimer (ur. 28 grudnia 1890 w Wichita, zm. 6 lutego 1919 w Guantánamo) – szermierz, szpadzista i florecista reprezentujący Stany Zjednoczone, uczestnik letnich igrzysk olimpijskich w Sztokholmie w 1912 roku.